# Lijst van voetbalinterlands Hongkong - Myanmar
Deze lijst van voetbalinterlands is een overzicht van alle officiële voetbalwedstrijden tussen de nationale teams van Hongkong en Myanmar. De landen speelden tot op heden veertien keer tegen elkaar. De eerste ontmoeting, een vriendschappelijke wedstrijd, werd gespeeld in Kuala Lumpur (Maleisië) op 15 augustus 1965. Het laatste duel, eveneens een vriendschappelijke wedstrijd, vond plaats op 24 september 2022 in Hongkong.

## Wedstrijden
| №  | Plaats       | Datum             | Competitie        | Wedstrijd          | Uitslag |
| -- | ------------ | ----------------- | ----------------- | ------------------ | ------- |
| 1  | Kuala Lumpur | 15 augustus 1965  | Vriendschappelijk | Hongkong – Birma   | 2 – 4   |
| 2  | Kuala Lumpur | 25 augustus 1966  | Vriendschappelijk | Hongkong – Birma   | 0 – 2   |
| 3  | Teheran      | 10 mei 1968       | Azië Cup 1968     | Birma – Hongkong   | 2 – 0   |
| 4  | Kuala Lumpur | 12 augustus 1968  | Vriendschappelijk | Hongkong – Birma   | 0 – 3   |
| 5  | Kuala Lumpur | 12 augustus 1970  | Vriendschappelijk | Birma – Hongkong   | 5 – 0   |
| 6  | Seoel        | 4 mei 1971        | Vriendschappelijk | Birma – Hongkong   | 2 – 0   |
| 7  | Kuala Lumpur | 11 augustus 1971  | Vriendschappelijk | Hongkong – Birma   | 0 – 4   |
| 8  | Kuala Lumpur | 9 augustus 1975   | Vriendschappelijk | Hongkong – Birma   | 0 – 5   |
| 9  | Singapore    | 2 december 2004   | Vriendschappelijk | Birma – Hongkong   | 2 – 2   |
| 10 | Hongkong     | 7 november 2015   | Vriendschappelijk | Hongkong − Myanmar | 5 − 0   |
| 11 | Yangon       | 6 juni 2016       | Vriendschappelijk | Myanmar − Hongkong | 3 − 0   |
| 12 | Bangkok      | 24 mei 2022       | Vriendschappelijk | Myanmar − Hongkong | 0 − 0   |
| 13 | Hongkong     | 21 september 2022 | Vriendschappelijk | Hongkong − Myanmar | 2 − 0   |
| 14 | Hongkong     | 24 september 2022 | Vriendschappelijk | Hongkong − Myanmar | 0 − 0   |

## Samenvatting
| Competitie        | Totaal gespeeld | Winst Hongkong | Gelijk | Winst Myanmar | Doelsaldo Hongkong – Myanmar |
| ----------------- | --------------- | -------------- | ------ | ------------- | ---------------------------- |
| Azië Cup          | 1               | 0              | 0      | 1             | 0 − 2                        |
| Vriendschappelijk | 13              | 2              | 3      | 8             | 11 − 30                      |
| Totaal            | 14              | 2              | 3      | 9             | 11 − 32                      |

HKFA · 
Lijst van A-internationals · 
Hongkongs vrouwenelftal
1960 – 1969 ·
1970 – 1979 ·
1980 – 1989 ·
1990 – 1999 ·
2000 – 2009 ·
2010 – 2019 ·
2020 − 2029
Afghanistan ·
Argentinië ·
Australië ·
Bahrein ·
Bangladesh ·
Bhutan ·
Brazilië ·
Brunei ·
Cambodja ·
Canada ·
China ·
Colombia ·
Denemarken ·
Estland ·
Fiji ·
Filipijnen ·
Guam ·
India ·
Indonesië ·
Irak ·
Iran ·
Israël ·
Japan ·
Jemen ·
Joegoslavië ·
Jordanië ·
Koeweit ·
Kroatië ·
Laos ·
Libanon ·
Liechtenstein ·
Macau ·
Malediven ·
Maleisië ·
Marokko ·
Mauritius ·
Mongolië ·
Myanmar ·
Nepal ·
Noord-Korea ·
Noorwegen ·
Oezbekistan ·
Oman ·
Oost-Timor ·
Palestina ·
Paraguay ·
Qatar ·
Salomonseilanden ·
Saoedi-Arabië ·
Singapore ·
Sri Lanka ·
Syrië ·
Tadzjikistan ·
Taiwan ·
Thailand ·
Turkmenistan ·
Verenigde Arabische Emiraten ·
Vietnam ·
Zuid-Korea ·
Zuid-Vietnam ·
Zwitserland
MFF · 
A-internationals · 
Myanmarees vrouwenelftal
1951 – 1959 · 
1960 – 1969 · 
1970 – 1979 · 
1980 – 1989 · 
1990 – 1999 · 
2000 – 2009 · 
2010 – 2019 ·
2020 − 2029
Bahrein ·
Bangladesh ·
Bolivia ·
Brunei ·
Burundi ·
Cambodja ·
China ·
DDR ·
Filipijnen ·
Guam ·
Hongkong ·
India ·
Indonesië ·
Irak ·
Iran ·
Israël ·
Japan ·
Kirgizië ·
Koeweit ·
Laos ·
Lesotho ·
Libanon ·
Libië ·
Luxemburg ·
Macau ·
Malediven ·
Maleisië ·
Marokko ·
Mongolië ·
Nepal ·
Nieuw-Zeeland ·
Noord-Korea ·
Oman ·
Oost-Timor ·
Pakistan ·
Palestina ·
Qatar ·
Singapore ·
Sri Lanka ·
Syrië ·
Tadzjikistan ·
Taiwan ·
Thailand ·
Turkmenistan ·
Verenigde Arabische Emiraten ·
Vietnam ·
Zuid-Korea ·
Zuid-Vietnam